# خلرتوا
خِلْرْتْوا (به گرجی: ხელრთვა) (تلفظ: khelrtva) یک نوع خوشنویسی گرجی، امضا یا مُهر مخصوص رهبران، پادشاهان، شاهزادگان و اشراف گرجستان است.

## ریشه شناسی
معنی تحت‌اللفظی کلمهٔ "خِلْرْتْوا" در زبان گرجی آراستن و زینت بخشیدن با دست است، "خِلی" به معنای دست و "رْتْوا" به معنای آراستن و زینت بخشیدن است.

## کاربرد
امضاهای خلرتوا در قالب یکی از سه نوع خط گرجی (بیشتر در خط‌های نوسخوری و مخدرولی) نوشته می‌شدند، گرچه امضاهای مخصوص اشراف در خط آسومتاورلی نوشته می‌شدند. هر پادشاه گرجی امضای مخصوص به خود را داشته‌است.

## نگارخانه

### پادشاهان
| خلرتوای پادشاه داویت چهارم | خلرتوای ملکه تامار | خلرتوای پاشاه گیورگی چهارم | خلرتوای پادشاه آرچیل ایمرتی | خلرتوای پادشاه واختانگ ششم |

### پاتریارک ها
| خلرتوای پاتریارک آنتونی دوم | خلرتوای پاتریارک ایلیای دوم |

### شاهزادگان
| خلرتوای شاهزاده لوان کارتلی | خلرتوای شاهزاده داویت |